# Homalium paniculiflorum
Homalium paniculiflorum là một loài thực vật có hoa trong họ Liễu. Loài này được F.C. How & W.C. Ko mô tả khoa học đầu tiên năm 1959.